# NGC 5342
NGC 5342 ist eine Linsenförmige Galaxie vom Hubble-Typ S0 im Sternbild Großer Bär. Sie ist schätzungsweise 103 Millionen Lichtjahre von der Milchstraße entfernt.
Sie wurde am 19. März 1790 von Wilhelm Herschel mit einem 18,7-Zoll-Spiegelteleskop entdeckt, der sie dabei mit „vF, vS“ beschrieb.